# Verbascum humile
Verbascum humile — вид квіткових рослин родини ранникові (Scrophulariaceae).

## Поширення
Вид зареєстрований у Греції та Болгарії.